# Mikoyan-Gourevitch MiG-21
Pour le groupe de musique, voir Mig 21 (groupe).
Le Mikoyan-Gourevitch MiG-21 (en russe : Микояна и Гуревича МиГ-21) est un avion de combat soviétique, également connu sous le code OTAN Fishbed. C'est l'avion de combat supersonique le plus produit de tous les temps, avec presque 14 000 exemplaires,. Entré en service en 1960, il restait le 5e avion de combat le plus utilisé dans le monde en 2012 avec, selon une estimation, 793 appareils en activité, soit 5 % de la flotte mondiale d'avions de combat. En 2022, il n'est plus dans le top 10, mais sa version chinoise Chengdu J-7 est en 9e position.
Très performant et agile, le MiG-21 est cependant peu pourvu en aides électroniques au combat et à la navigation, ce qui en fait un « avion de pilote », dont les résultats au combat dépendent grandement des compétences de celui-ci. Malgré ses faiblesses, il est très populaire, car son coût relativement bas a permis à de nombreuses forces aériennes de disposer de leur premier chasseur supersonique.

## Conception

### EnURSS

#### Les tâtonnements des débuts
La conception du MiG-21 commença en octobre 1953, à la suite d'une demande du NII VVS (l'institut scientifique de la force aérienne soviétique) d'étudier un nouvel intercepteur à court rayon d'action doté de très hautes performances, dont le besoin se faisait sentir après la guerre de Corée. Une des missions de ce nouvel appareil devait être l'interception du nouveau bombardier américain supersonique Convair B-58, capable de voler à Mach 2. Les deux bureaux en concurrence, MiG et Soukhoï (le programme d'étude de l'OKB Soukhoï donnera naissance aux Su-7 et Su-9), étaient guidés par une recommandation du TsAGI, l'institut central d'études aéro- et hydrodynamiques, qui suggérait soit une aile en flèche de 57 à 60° soit une aile delta de 50 à 55°. Les essais ne permirent pas de trancher entre les deux formules. En revanche, ils avaient prouvé que, pour que la traînée soit minimale, l'aile devait être montée à peu près au milieu du fuselage.
Pour le moteur, le bureau de Mikoyan était très attaché à ceux du bureau d'études dirigé par A. A. Mikouline, auquel succéda, en 1956, S. K. Toumanski. Le MiG-19 était déjà équipé de deux de leurs RD-9, et on décida d'utiliser pour le nouvel avion le tout nouveau RD-11, que Toumanski mettait au point depuis 1954. Le RD-11 devait atteindre 51 kN de poussée avec la postcombustion (contre 32,5 kN pour le RD-9), ce qui était suffisant pour envisager un avion monoréacteur. L'OKB Mikoyan lança alors une série d'avions préfixés E (pour Experimentalnii, en russe : экспериментальный) pour tester les formules possibles, les premiers étant motorisés par des RD-9E. Le RD-11 (renommé entretemps R-11, à la suite du changement de chef de bureau d'études) ne sera en effet prêt qu'en 1956.
Un premier prototype, l'E-2 avec une configuration d'aile en flèche, aurait volé le 14 février 1954 (certaines sources donnent 1955 et l'ingénieur V. Kondratiev parle de 1953). Il fut suivi par trois E-50, propulsés eux aussi par un Mikouline RD-9, mais assistés par un moteur-fusée Douchkine S-155 employant le kérosène du réacteur et de l'acide nitrique comme comburant, et dont la chambre de combustion était située à la base de la dérive. Le premier vola en juin 1955 avec le pilote Moukhine, mais le pilote fut blessé et l'avion détruit quelque temps après, par suite d'une extinction du réacteur à l'atterrissage. Les essais continuèrent avec le deuxième E-50, piloté par V. P. Vazine. Ce dernier réussit à atteindre Mach 2,33 et une altitude soutenue de 25 600 mètres le 17 juin 1957, ce qui lui valut la récompense de Héros de l'Union soviétique. En 1958, le troisième E-50 fut transformé en E-60, par modification de l'entrée d'air et de l'arrière du fuselage, ainsi que par le montage d'un R-11F-300 de 57,5 kN kg de poussée. Il vola alors à 2 640 km/h.
En 1956, le R-11 étant enfin disponible, il fut monté dans le nouvel E-2A qui, comme ses prédécesseurs, possédait une aile en flèche rappelant celle des MiG-19 et deux quilles inclinées à 45° sous le moteur. En revanche, deux énormes cloisons à demi-envergure des ailes ramenaient le flux d'air vers le réacteur, et il introduisait aussi une verrière originale, formée d'une seule pièce basculant vers l'avant. Il vola pour la première fois le 22 mars 1956, piloté par Grigorii Sedov et, par la suite, réussit à atteindre une vitesse maximum de 1 900 km/h soit Mach 1,79.
Le premier modèle équipé d'une aile delta, l'E-4/1, toujours équipé d'un RD-9, vola le 16 juin. Même si les performances attendues n'étaient pas très élevées, il fut cependant décevant, avec une vitesse de pointe inférieure à celle d'un MiG-19 de série. Le second prototype E-4/2 fut alors consacré à des essais pour déterminer les causes de cet échec. Après plusieurs changements sur les cloisons d'ailes, entre autres, on s'aperçut qu'en fait le problème de traînée venait de l'arrière du fuselage (les E-2 étaient donc aussi affectés par le problème). Vers septembre 1958, l'un des E-4 fut remotorisé par un R-11S de 51 kN, sous le nom d'E-5, et approcha Mach 2. Il se révélait légèrement supérieur au E-2A en manœuvrabilité, taux de montée et capacité en carburant et, même si la différence était relativement peu importante, l'OKB Mikoyan et le NII VVS, décidèrent alors de privilégier la formule avec ailes delta.
Le 24 juin 1956 a lieu la première apparition publique du MiG-21, du Sukhoi-7 et du Sukhoi-9.

#### La première série
En 1957, Mikoyan OKB avait préparé le successeur du E-5, l'E-6. Cette fois il ne s'agissait plus d'un démonstrateur, mais d'un véritable prototype d'avion de chasse. Il était motorisé avec un R-11S et doté d'ailes delta avec une flèche de 57°, avec une seule quille ventrale au centre du fuselage et une aile légèrement abaissée. Le premier prototype commença ses essais le 20 mai 1958 avec beaucoup de succès, atteignant Mach 2,05 à l'altitude de 12 000 mètres. Mais, le 28 mai, le pilote d'essai Nefedov se tua après avoir perdu le contrôle de l'appareil, les commandes de vol ayant été endommagées par une panne moteur. L'ingénieur Rostislav A. Belyakov (ru) suggéra alors de doubler tous les circuits de commandes. Le deuxième E-6 qui vola juste après l'accident, avait perdu les six cloisons d'aile des E-4 et 5 remplacées par deux cloisons très fines situées à la séparation des ailerons et des volets. En décembre, le troisième E-6 fut achevé. Parallèlement, la production de trente MiG-21F fut alors lancée à l'usine de Gorki et ils furent livrés aux VVS pour évaluation.
Le troisième E-6 fut alors optimisé en machine de record sous le nom d'E-66. Piloté par Georgi Mossolov, il établit un record du monde de vitesse sur des circuits de 15 et 25 km avec une moyenne de 2 388 km/h, le 31 octobre 1959 (le premier record de vitesse de l'URSS). Le 16 septembre 1960 fut établi un nouveau record avec 2 148 km/h sur 100 km. Le E-66 établit aussi un record d'altitude avec l'appoint d'un moteur fusée U-2, atteignant 34 714 mètres le 28 avril 1961. Par la suite, un autre avion fut utilisé comme machine de compétition : l'E-166, propulsé par le futur réacteur du Mikoyan-Gourevitch MiG-25. Cet avion établit un record du monde de vitesse avec 2 681 km/h en 1961, puis un d'altitude avec 22 670 m en 1962.

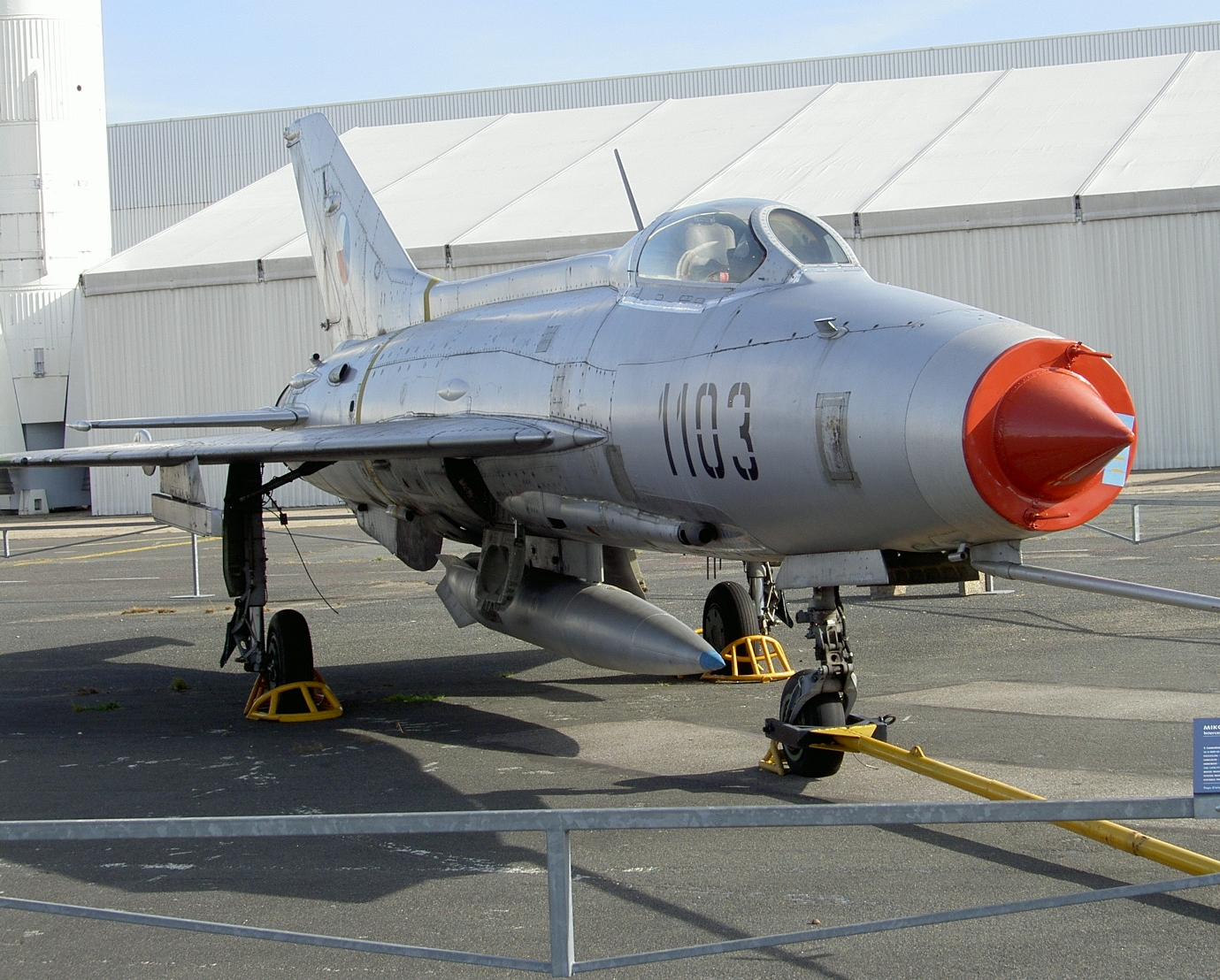
MiG-21F-13 Fishbed C sous cocarde tchécoslovaque au Musée de l'Air et de l'Espace, Bourget, France.

Entretemps, l'E-6T, avait été conçu : c'était le prototype de la véritable première série, le MiG-21F-13, qui se caractérisait par l'emport possible de deux missiles air-air à guidage infrarouge K-13. Ce nouveau missile était en fait une copie de l'AIM-9B Sidewinder américain, dont un exemplaire avait été saisi par un chasseur chinois dans lequel il s'était fiché sans exploser. Deux pylônes furent donc ajoutés sous l'intérieur des ailes et, pour limiter la masse de l'armement, un des deux canons de calibre 30 mm fut supprimé. Pour accroître la stabilité, la dérive vît sa corde augmentée. L'équipement comprenait aussi un radioaltimètre et un radiocompas, un collimateur gyroscopique qui était couplé avec un radar télémétrique dans le cône de l'entrée d'air, un système d'identification ami-ennemi SRO-2, un pilote automatique, un siège éjectable, et (à partir du 115e exemplaire) un détecteur d'alerte radar.
À l'été 1960, l'usine GAZ-31 de Tbilissi commença elle aussi à produire l'avion. Elle se spécialisa par la suite dans la production des modèles biplaces d'entraînement, dont le prototype E-6U (code OTAN : "Moggol") vola en 1961. Sur cette version, les deux membres de l'équipage disposaient de verrières ouvrant latéralement et de deux sièges éjectables KM-1, plus sûrs. Ce biplace n'a pas d'armement fixe et ses réservoirs ont une capacité plus faible, avec 2 400 litres. En 1962, la GAZ-30 de Moscou lança aussi le modèle sur ses chaînes de montage, produisant généralement les versions destinées à l'exportation.

#### Les versions PF

Plan 3 vues du Mikoyan-Gourevitch MiG-21PF.

Dès le début de la production, pour remédier au manque de capacités tout temps, l'équipe de l'OKB Mikoyan travailla à installer un radar dans l'avion, sur le prototype E-7. L'avion devait être produit en série sous la dénomination de type 76 ou MiG-21P (perekhvatchik - intercepteur) mais, le moteur R-11F2-300 de 59,5 kN de poussée étant entre-temps disponible et adaptable, la production démarra directement avec le MiG-21PF (F pour Forsirovanni, boosté). L'équipe s'inspira des travaux réalisés sur les SM-12PM dérivés du MiG-19 : le cône central de l'entrée d'air fut divisé en deux parties, l'une fixe contenant le radar, l'autre capable d'une translation pour régler le flux d'air destiné au réacteur. Pour dégager la place nécessaire, l'entrée d'air fut agrandie, son diamètre passant de 69 à 91 centimètres. Auparavant, le cône avait trois positions réglées manuellement par le pilote, une en dessous de Mach 1,5, une entre Mach 1,5 et 1,9 et une au-dessus. Travaillant sur la différence de pression, un nouveau système réglait automatiquement l'avance du cône pour fournir la meilleure alimentation au moteur. Le radar monté dans celui-ci fut le RP-21 (Code OTAN : « Spin Span »), dont l'antenne gyrostabilisée était capable de détecter un chasseur à 20 km et d'accrocher une cible à 10 km (dans la pratique plutôt 13 et 7 km), pour diriger les missiles à guidage radar R-2US (Code OTAN : AA-2 « Atoll »). Le système était cependant très limité : en particulier, il était quasiment impossible de détecter une cible volant plus bas, et le secteur de balayage ne couvrait que 60° horizontalement et 20° verticalement, si bien que les pilotes se servaient majoritairement des informations fournies par les stations radar au sol. L'équipe de Mikoyan poussa le raffinement aérodynamique en éliminant la couche d'air limite autour du cône, en l'aspirant par dépression entre la partie fixe et la partie mobile, et en la rejetant par deux petites trappes au-dessus et au-dessous du nez.
La partie arrière du fuselage fut aussi retravaillée : une arête dorsale relia l'arrière de la canopée à la dérive, on y logea les deux radios (UKV et RS1U) ce qui permit d'augmenter la capacité en carburant interne à 2 850 litres, en augmentant le nombre et la taille des réservoirs de fuselage. Dans la pratique, ces réservoirs ne purent jamais être remplis complètement car ils entraînaient une instabilité à basse vitesse en déplaçant le centre de gravité vers l'arrière de l'avion, et généralement seuls un peu plus de 2 000 litres de carburant y prenaient place. Pour diminuer la masse, on décida aussi de se passer de canon interne, ce qui permit aussi d'améliorer les aérofreins en remplaçant le grand ventral à l'avant par deux petits à l'ancien emplacement des canons. Cette décision fut critiquable avec le recul, car elle laissa l'avion avec un armement constitué uniquement de missiles peu fiables. Comme les États-Unis, l'URSS avait confiance dans ces nouvelles armes mais, en pratique, le Sidewinder et sa copie le K-13 se révélèrent d'un usage difficile et peu efficace au combat. Le canon fit très vite sa réapparition sur le MiG-21, sous la forme du pod GP-9 avec son GSh-23L de 23 mm alimenté à 200 coups, en particulier grâce aux demandes des pilotes indiens qui firent l'expérience de l'inefficacité des missiles dès 1965. Une autre amélioration apportée dès le début de la production fut l'emploi de pneus à basse pression, donc plus gros. Pour les rentrer dans leur logement, la roue était tournée à 87° lors de la rentrée du train principal et venait se loger ainsi dans le fuselage. Cependant deux petites bosses durent être pratiquées dans le revêtement du fuselage au-dessus des ailes.
Le MiG-21PF arriva dans les régiments des VVS dans le courant de l'année 1963. Son successeur le remplaça sur les chaînes de montage dès la fin de l'année. Le type 77 adoptait un nouveau parachute de freinage de forme cruciforme, dont le logement était déplacé à la base de la dérive, ce qui permettait l'emploi du pod canon GP-9. Le montage du GP-9 sur le pylône ventral eut aussi comme conséquence heureuse de rendre les pylônes d'aile aptes à l'emport de carburant, ce qui doubla la capacité externe en carburant. Le type 77 était décliné en deux versions, le MiG-21PF-2 et le MiG-21PFV (désigné à l'exportation MiG-21 FL), qui en plus embarquait le nouveau radar R2L, une identification ami-ennemi SRO-2M et un détecteur de menaces Sirena.
Le modèle fut ensuite amélioré par le déplacement du parachute de freinage et l'utilisation de l'air du compresseur du réacteur pour souffler sur l'extrados des volets, ce qui permettait de diminuer sa vitesse et donc la longueur de ses atterrissages, donnant naissance à la version PFS. La version PFM qui suivit introduisait le siège éjectable amélioré KM-1 et une nouvelle verrière s'ouvrant par le côté, et non par l'avant. Par la suite, l'emport d'un pod canon GP-9 qui contenait un canon GSh-23 avec 250 obus fut rendu possible sur le pylône ventral pour ce modèle. Cela nécessita aussi de retravailler son système de réglage du cône en fonction de la vitesse.
Des versions dérivées du MiG-21PF ont permis d'établir plusieurs records féminins : le 16 septembre 1966, M. Solovieva parcourut un circuit fermé de 500 km à la vitesse moyenne de 2 062 km/h ; en octobre de la même année, E. Martova réalisa une moyenne de 900,267 km/h sur un circuit de 2 000 km, et établit, le 18 février 1967, le nouveau record sur 500 km en atteignant la vitesse moyenne de 2 128,7 km/h.

#### Les versions multirôles
Les MiG-21 de la troisième génération émergèrent à la fin des années 1960, avec le MiG-21S. Le but de cette version était d'accroître les capacités multirôles de l'avion, en augmentant sa capacité en carburant et en armements embarqués, grâce à quatre pylônes sous les ailes. Il fut rapidement suivi par le SM doté d'un canon interne, le GSh-23 avec 250 obus. Le SMT qui suivit en 1972, avait une capacité interne en carburant augmentée par l'agrandissement de l'arête dorsale (qui contenait 600 litres supplémentaires). Ce ne fut cependant pas une réussite, l'avion ayant pas mal de problèmes de stabilité à la suite de cet ajout.
En tirant les conséquences de tous les engagements auxquels avait participé le MiG-21, l'OKB Mikoyan-Gourevitch redessina entièrement l'avion sous le nom de MiG-21bis, en 1972. La structure fut allégée, l'avion remotorisé avec un R-25-300 de 71 kN de poussée, et l'avionique fut améliorée par des emprunts à celle du Mikoyan-Gourevitch MiG-23. La production de ce modèle semble avoir duré jusqu'en 1985 à l'usine de Gorki. Deux variantes furent réalisées avec ou sans l'emport d'un système d'atterrissage sans visibilité (ILS).

### EnTchécoslovaquie

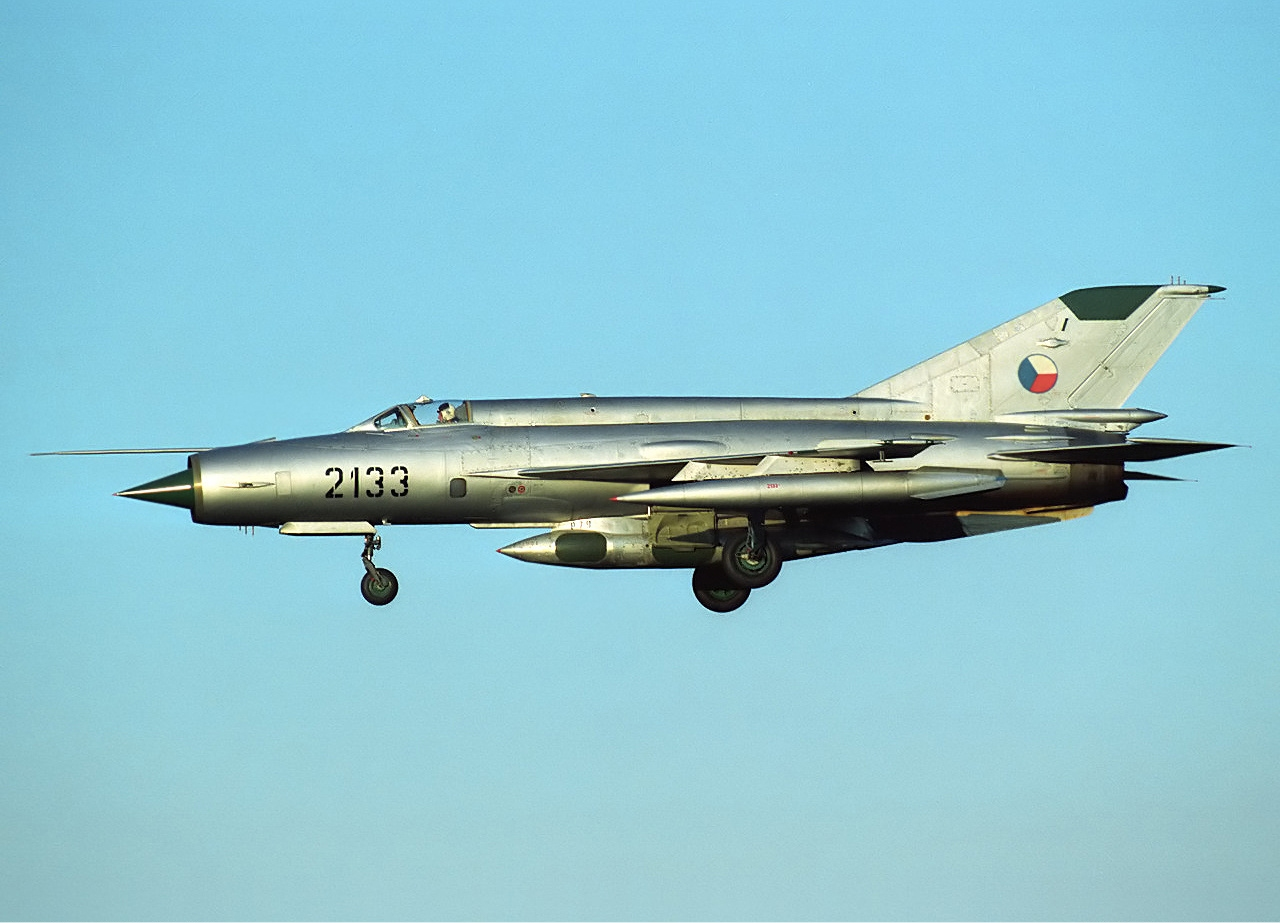
MiG-21R de la force aérienne tchécoslovaque en 1991

Considéré au début des années 1960 comme un bon élément du Pacte de Varsovie, la Tchécoslovaquie fut autorisée très tôt à produire le MiG-21F13. Dès la fin de 1961, la société Aero Vodochody commença à assembler des avions à partir de pièces venant d'URSS. Par la suite, ils furent produits localement jusqu'en 1972. 194 avions furent assemblés, dont 26 vendus à l'Égypte au début des années 1970 et 8 à la Syrie en 1973. Par la suite, Aero abandonna la production pour se consacrer à celle de l'Aero L-29.

### EnInde
À la suite d'une attaque chinoise sur leur frontière nord, au début des années 1960, l'Inde négocia en août 1962 des licences pour produire à la fois l'avion, son réacteur R-11 et ses missiles R-3. La date de 1965 ne pouvant être tenue par l'industrie indienne, elle acheta aussi des MiG-21FL directement à l'URSS. À la fin de 1966, les premiers FL de production locale sortirent des chaînes de Nasik. En 1973, la licence pour le modèle MiG-21M fut acquise et la production continua alors sur ce modèle jusqu'en 1981. Parallèlement en 1977, la licence du MiG-21bis fut aussi achetée et il fut, lui, produit jusqu'en 1984. En 2000, un programme fut lancé pour moderniser 125 MiG-21bis au standard MiG-21-93 de l'usine SOKOL (ex GAZ-21). Après deux exemplaires réalisés en Russie, le premier avion reconstruit en Inde vola le 31 août 2001.
Au total, la Force aérienne indienne a reçu 946 MiG-21 dont 476 ont été perdus par accident au 19 avril 2012 causant la mort de 171 pilotes, 39 civils et 8 autres militaires.

### Modernisation - International
Des pays comme Israël et la Roumanie proposent depuis la chute de l'URSS des refontes totales de l'avionique avec du matériel occidental haut de gamme ainsi qu'une compatibilité d'emport d'armement de l'alliance Atlantique (OTAN) qui confèrent à ces appareils des capacités militaires aussi redoutables que les premières versions du F-16.
Le 21 juillet 2013, un cargo battant pavillon nord-coréen est arraisonné avant d'entrer dans le canal de Panama. Sa cargaison dissimulait deux MiG-21 cubains destinés à être modernisés en Corée du Nord puis réexpédiés vers Cuba, malgré les sanctions appliquées par les États-Unis. Selon plusieurs spécialistes, la modernisation de tels appareils dans l'espace de l'ex-URSS serait devenue très difficile : les Russes semblent plus intéressés de vendre de nouveaux matériels et les entreprises ukrainiennes abandonneraient en raison des commissions jugées trop élevées à payer aux différents services de l'État. Cet export vers la Corée du Nord pourrait s'expliquer par une volonté de fournir des liquidités à l'armée nord-coréenne qui en manque cruellement.

## Engagements
Le MiG-21 a servi dans plus de cinquante pays à travers le monde. Si nombre d'entre eux l'ont déjà remplacé, certains autres cherchent à le moderniser et d'autres viennent de l'acquérir. Il a souvent survécu à ses successeurs.

### Le Pacte de Varsovie

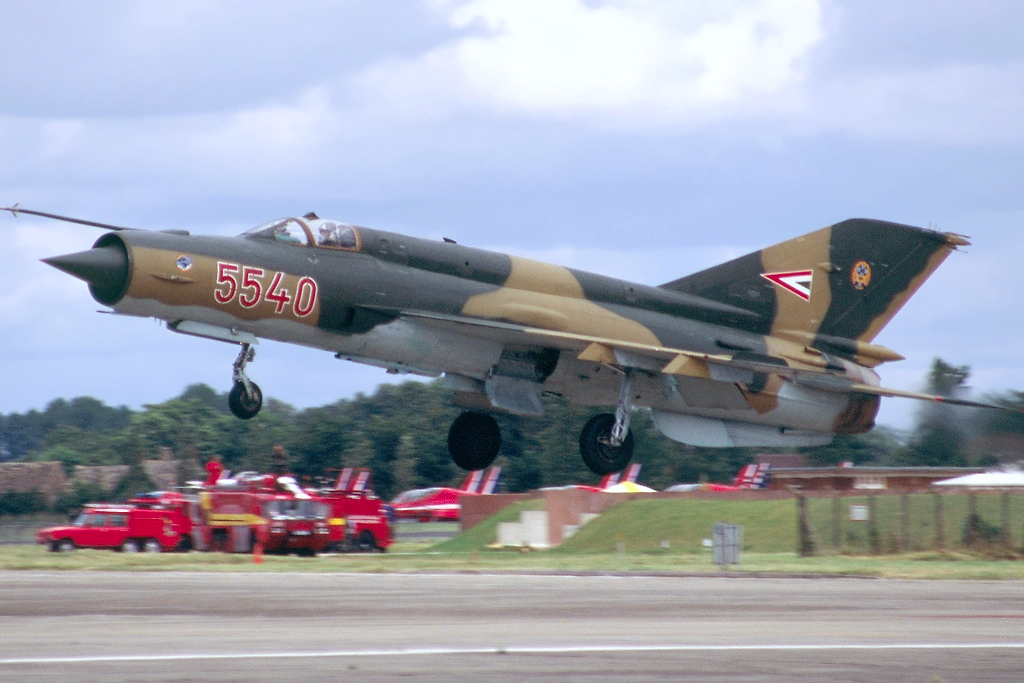
MiG-21bis hongrois au décollage en 1993.

En URSS, le MiG-21 entra en service lors de l'année 1959 et il devint l'épine dorsale de l'aviation du front des VVS durant les années 1960 et la première moitié des années 1970. Ils participèrent à la crise des missiles à Cuba (où un régiment de MiG-21F-13 de Kubinka fut déployé pour protéger les missiles) et à l'intervention en Tchécoslovaquie en 1968 (occasion pour laquelle une série de bandes rouges furent peintes sur leur fuselage pour les distinguer des MiG-21 tchécoslovaques). L'arrivée massive du Mikoyan-Gourevitch MiG-23 relégua le MiG-21 aux secondes lignes, mais il garda une grande importance dans l'arsenal de l'URSS. Les MiG-21bis et RF connurent par exemple un emploi intensif pendant la guerre d'Afghanistan. Lors de l'éclatement de l'URSS, seule la Russie décida de déclasser le MiG-21, en 1998, de nombreux exemplaires étant alors transformés en cibles radioguidées M-21.
Les autres nations du Pacte de Varsovie utilisèrent aussi abondamment le MiG-21. La Pologne reçut ses premiers MiG-21 en 1961. Ils ont fini par être retirés du service en décembre 2003 et sont remplacés par des General Dynamics F-16 livrés à partir de 2006. Dans l'intervalle, La Pologne utilisa les anciens MiG-29 de la RDA passés par la Luftwaffe après la réunification. Notons que 25 MiG-21Mbis ont été rachetés par la société américaine Draken International fondée en 2012.
| Type       | Nombre | période de livraison | retrait de service |
| ---------- | ------ | -------------------- | ------------------ |
| MiG-21F-13 | 25     | 1961 à 1963          | 1973               |
| MiG-21PF   | 84     | 1964 à 1965          | 1989               |
| MiG-21U    | 11     | 1964 à 1965          | 1990               |
| MiG-21PFM  | 132    | 1966 à 1968          | 1998               |
| MiG-21US   | 12     | 1969                 | 1990               |
| MiG-21R    | 36     | 1969                 | 1990               |
| MiG-21M    | 36     | 1969 à 1972          | 2000               |
| MiG-21MF   | 120    | 1972 à 1975          | 2003               |
| MiG-21UM   | 54     | 1971 à 1981          | 2003               |
| MiG-21Mbis | 72     | 1980                 | 2003               |

La République démocratique allemande reçut, quant à elle, ses premiers MiG-21 à partir de mai 1962. Ils servirent au sein des Jagdgeschwader (escadre de chasse) suivants : le 3e à Preschen, le 8e de Marxwalde, le 9e à Peenemünde, 15e d'entraînement.
| Type        | Nombre | période de livraison      | retrait de service |
| ----------- | ------ | ------------------------- | ------------------ |
| MiG-21F-13  | 75     | mai 1962 à 1964           | 1985               |
| MiG-21PF    | 53     | mars 1964 à 1965          | 1988               |
| MiG-21U-400 | 45     | ?                         | 1990               |
| MiG-21PFM   | 134    | 1966 à juin 1968          | 1998               |
| MiG-21US    | 17     | décembre 1968 à août 1970 | 1990               |
| MiG-21M     | 87     | juillet 1969 à 1972       | 1993               |
| MiG-21MF    | 62     | avril 1972 à 1975         | 1993               |
| MiG-21UM    | 37     | juin 1971 à mars 1978     | 1993               |
| MiG-21Mbis  | 14     | avril 1975 à mai 1978     | 1993               |
| MiG-21Mbis  | 32     | avril 1975 à mai 1978     | 1993               |

Lors de la réunification allemande, 251 MiG-21 arrivèrent dans l'inventaire de la Luftwaffe / Bundeswehr (24 SPS, 21 SPS-K, 56 M, 47 MF, 14 bis LASUR, 27 bis SAU, 13 U, 13 US et 36 UM), qui décida de les détruire à partir de 1992. Il en reste deux exemplaires. L'un exposé au Deutsches Museum, dans l'annexe de Unterschleissheim près de Munich; l'autre sur le parking du musée de Sinsheim (dans le Land du Bade-Wurtemberg): http://sinsheim.technik-museum.de/

### La guerre du Viêt Nam

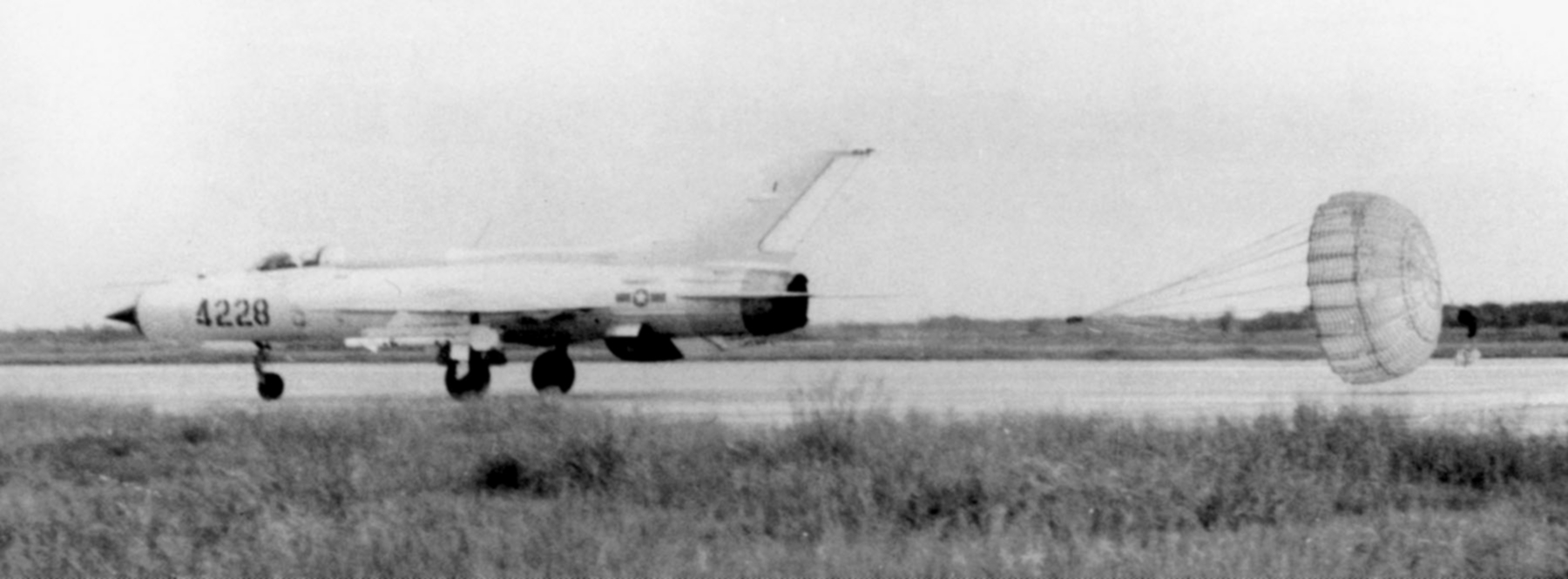
Un MiG-21PF nord-vietnamien utilisant son parachute de freinage.

Le MiG-21 a été utilisé par la force aérienne nord-vietnamienne contre les Américains pendant la guerre du Viêt Nam. Les premiers MiG-21F-13 "Fishbed C" sont introduits fin 1965 et en avril 1966 arrivent les MiG-21PF "Fishbed D". Les pilotes de MiG-21 se font d'abord la main sur les drones de reconnaissance américains Ryan Firebee. L'un d'entre eux est abattu le 4 mars 1966, avec un missile Atoll. Les premiers engagements réels surviennent en avril, contre des F-4. Les MiG-21 ne remportent aucune victoire mais plusieurs sont abandonnés, à court de carburant, en vol. Un MiG-21 est abattu par un Phantom le 26 avril. Fin janvier 1966, le 921e régiment, alors l'unique régiment de chasseurs du Nord-Vietnam déploie ses premiers MiG-21F-13 opérationnels, à côté des MiG-17 et des J-5 biplaces chinois.
Lors de la signature des accords de paix de Paris, le 20 janvier 1973, l'armée de l'air populaire vietnamienne comprend 4 régiments de chasse, un autre de transport et développe un entraînement capable de former 20 pilotes de MiG-21 simultanément.
L'US Navy reconnaît la perte de 91 appareils en combat aérien (dont 6 abattus par des avions chinois après être entrés dans cet espace aérien) contre la destruction de 193 appareils ennemis et au moins un appareil chinois. L'aviation nord-vietnamienne revendique la destruction de 320 avions ennemis pour la perte de 134 appareils. Les Américains reconnaissent la perte de 22 avions non mentionnés par les archives nord-vietnamiennes, 64 pertes américaines trouvent leur confirmation dans le camp nord-vietnamien.

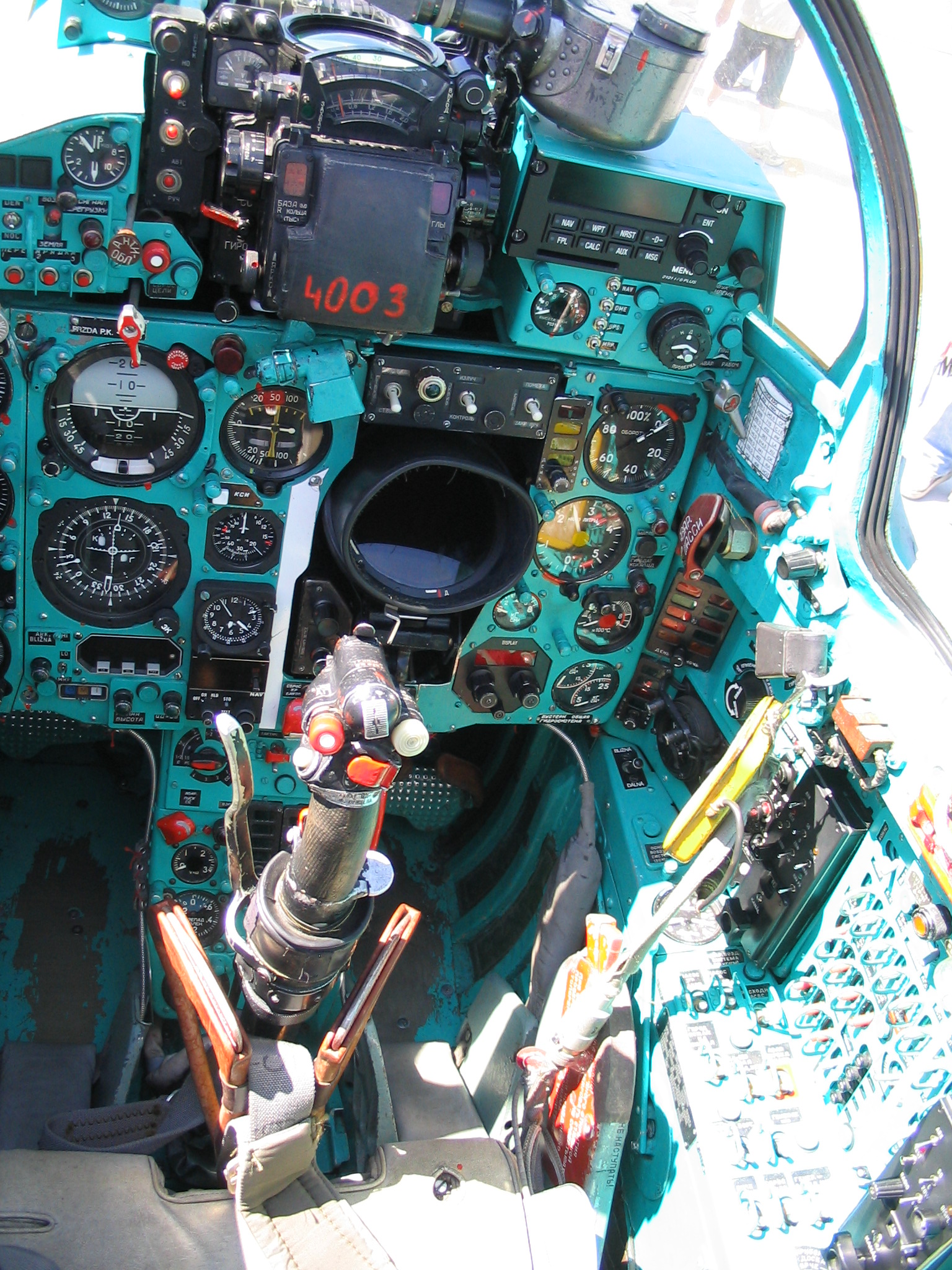
Le poste de pilotage d'un MiG-21 tchèque

Victoires aériennes concernant les Mig-21 nord-vietnamiens :
- 1966 : Les États-Unis déclarent 6 MiG-21 détruits ; Le Nord-Viêt Nam déclare 7 F-4 Phantom II et 11 F-105 Thunderchiefs abattus sur par les MiG-21.
- 1967 : Les forces américaines déclarent 21 MiG-21 détruits; Le Nord-Viêt Nam déclare 17 F-105 Thunderchiefs, 11 F-4 Phantom IIs, 2 McDonnell RF-101 Voodoo, un Douglas A-4 Skyhawk, un Vought F-8 Crusader, un EB-66 Destroyer et 3 avions non-identifiés abattus sur par les MiG-21.
- 1968 : Les États-Unis déclarent 9 MiG-21 détruits ; Le Nord-Viêt Nam déclare 17 avions américains abattus par les MiG-21.
- 1969 : Les États-Unis détruisent 3 MiG-21 ; un drone FireBee est détruit par un MiG-21.
- 1970 : Les États-Unis détruisent 2 MiG-21 ; Le Nord-Viêt Nam déclare un F-4 Phantom et un hélicoptère CH-53 Sea Stallion détruit par un MiG-21.
- 1972 : Les États-Unis déclarent 51 MiG-21 détruits ; Le Nord-Viêt Nam déclare 53 avions américains abattus par les MiG-21, dont 2 B-52 Stratofortress. Le général soviétique Fesenko, principal conseiller auprès de l'aviation nord-vietnamienne en 1972[9], déclare 34 MiG-21 cette année-la[9].

### Moyen-Orient
Durant la guerre des Six Jours des MiG-21 arabes affrontèrent des SO-4050 Vautour, les Dassault Mirage III et Dassault Mystère IV. Nombre de MiG ont explosé en vol car le réservoir de l'appareil soviétique étant en prise directe, il constituait le point faible du chasseur. Les pilotes israéliens ont exploité cette faiblesse découverte grâce aux études menées sur le MiG-21 saisi par le Mossad peu avant le conflit. Cependant la Heyl Ha'Avir a perdu quarante cinq appareils, dont une douzaine lors de combats aériens, vingt pilotes tués et treize autres prisonniers. Cependant le nombre de MiG-21 égyptiens détruits est de 100 à 110 dont environ 60 en l'air parmi lesquels 52 en combats aériens contre des Mirage III et les autres détruits au sol. De même pour la Syrie qui perdit 35 de ses 60 MiG-21F-13 et MiG-21PF dans les airs et au sol.
Pendant la guerre d'usure, l'URSS envoie du matériel et des instructeurs pour former l'aviation égyptienne et effectuer des patrouilles défensives. Le 25 juillet 1970, ils endommagent un A-4 Skyhawk israélien. L'aviation israélienne prépare alors une embuscade connue sous le nom d'opération Rimon 20 (en). Le 30 juillet 1970, un groupe de 24 MiG-21 pilotés par des instructeurs soviétiques décolle. Peu de temps après, un combat s'engage entre 24 MiG-21 et 8 Mirage IIICJ et 4 F-4 israéliens durant lequel 5 MiG-21 furent abattus,.
De nombreux autres combats eurent lieu durant la guerre d'usure.
Pendant la guerre du Kippour, les MiG-21PF égyptiens affrontèrent les Mirage III et autres F-4. À la fin de la guerre du Kippour, sur le front égyptien, Israël affirme avoir abattu 73 MiG-21 (65 confirmés) ; l’Égypte, elle, affirme avoir abattu 27 avions sur MiG-21 plus 8 autres probables. Cependant d’après de nombreuses sources ce nombre a été exagéré et il semblerait plus proche de 15 avions abattus, en combat aérien.
La guerre égypto-libyenne en 1977 voit la perte de 4 MiG-21 égyptiens et d'une dizaine de libyens.

### Inde
L'aviation indienne reçut ses premiers MiG-21 en janvier 1963, lorsque six MiG-21F-13 arrivèrent à Bombay. Les sept pilotes qui avaient suivi un entraînement en URSS au cours des mois précédents purent alors commencer la formation des autres pilotes indiens au sein de la 28e escadre "The First Supersonics". Après deux accidents, le nombre d'appareils encore en service n'était plus que de trois. En mars 1965, l'escadre reçut six MiG-21FL qui complétèrent les effectifs avant la guerre de 1965 contre le Pakistan. Le 4 septembre, un vol de quatre FL engagea le combat contre des F-86 Sabre pakistanais lors de la couverture de frappes au sol. Bien que les MiG se soient très bien comportés lors du combat, les missiles K-13 furent plus que décevants, deux tirs à moins de deux kilomètres sur l'arrière d'un Sabre ne donnant aucun résultat. Le 6, l'escadre fut bombardée au sol et perdit un avion. La guerre se termina donc sans que le MiG, qui avait prouvé une indéniable supériorité lors des manœuvres, ne puisse conclure par des victoires aériennes, faute d'un armement adéquat.
Les pilotes indiens réclamèrent alors le montage d'un canon et d'un viseur pour l'utiliser, ainsi que des freins réellement efficaces et des pneus de meilleure qualité. Néanmoins, en attendant ces modifications, sept escadres supplémentaires abandonnèrent leur Mystère et Ouragan contre des MiG flambant neufs, dont les premiers produits localement à Nashik. De plus, les premiers MiG-21U d'entraînement commençaient à être livrés. Lorsque la Troisième Guerre indo-pakistanaise s'ouvrit par un raid préventif sur les aérodromes indiens le 3 décembre 1971, peu d'avions avaient reçu des pods canons GP-9 mais le MiG-21 allait enfin prouver sa valeur. Ceux de la 4e et la 28e escadre se distinguèrent en paralysant l'aviation pakistanaise présente au Bangladesh, en réduisant les pistes du pays en champs de cratères. Et surtout, le 14 décembre, grâce aux renseignements, la 28e effectua un raid extrêmement précis à la roquette sur la maison du gouvernement de Dhaka, qui joua pour beaucoup dans l'abandon de la souveraineté pakistanaise sur le Bangladesh.
Sur le front ouest, l'avion allait prouver sa supériorité dans les airs, y compris contre son rival occidental le Lockheed F-104 : au cours de trois engagements successifs, les MiG-21 indiens envoient quatre F-104 au tapis, plus un Shenyang F-6 et plusieurs Sabre. Un seul MiG-21 sera perdu en combat aérien, touché par un Sidewinder tiré d'un Sabre. En revanche, cinq seront abattus par l'artillerie antiaérienne pakistanaise et trois autres seront perdus par accident. En quinze jours, le MiG-21 s'était établi une réputation chez les Indiens qui voient en lui encore de nos jours un formidable chasseur. L'utilisation de l'avion est ininterrompue depuis lors, les versions modernisées comme le MiG-21/93 Bison constituant une grande partie de la défense aérienne du pays jusqu'a son retrait prévu en 2025.

### Yougoslavie
Au début des guerres de Yougoslavie, les MiG-21 que possédait l'Armée populaire yougoslave lors de son éclatement passent sous le contrôle de l'armée de Yougoslavie et participent à plusieurs opérations de combat. Entre autres, un MiG-21 abat le 11 janvier 1992 un hélicoptère AB-205 de l’Armée de terre italienne de la Mission d'observation en Yougoslavie tuant ses 5 occupants dont le premier militaire français tué en ex-Yougoslavie. La Croatie se constitue une force aérienne et achète en 1993/1994 une quarantaine de MiG-21 à l'Ukraine dont 25 entreront en service.

### Finlande
La Finlande fut le premier pays hors du Pacte de Varsovie à recevoir des MiG-21. Elle reçut un total de 22 MiG-21F-13 en 1963, qui furent suivis par deux biplaces MiG-21U en 1965. Les monoplaces furent utilisés jusqu'en 1986 et les avions d'entraînement jusqu'en 1980. Par la suite, elle reçut encore deux biplaces UM en 1974 et deux autres en 1981.
À partir de 1978, la Finlande commença à recevoir des MiG-21bis, dont un total de 26 exemplaires furent reçus en plusieurs lots, les derniers étant livrés en 1986. À partir de cette date, les MiG-21F-13 ne furent plus utilisés que comme leurres simulant les MiG-21bis, afin de tromper d'éventuels bombardiers. Afin de pouvoir être déplacés facilement par camions, leurs ailes et leur dérives furent modifiées pour pouvoir être repliées.
Les MiG-21bis furent officiellement retirés du service le 7 mars 1998 et remplacés par des F/A-18 Hornet.

### Chine populaire
La Chine avait commencé à produire le MiG-21F-13 à la fin des années 1960 sous le nom de J-7 et développa d'autres dérivés et continue actuellement d'en produire. Le MiG-21 est produit sous l'appellation J-7 et exporté sous le nom de F-7 notamment au Pakistan.

### États-Unis

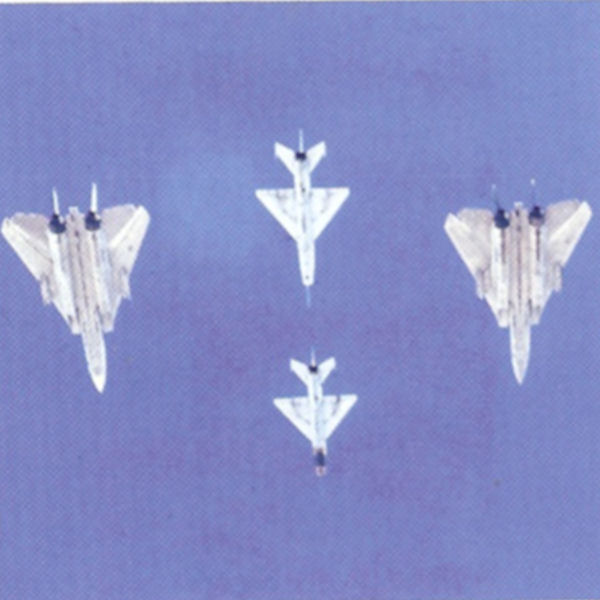
Deux MiG-21 du 4477th Test and Evaluation Squadron encadrés par deux F-14 Tomcat de l'US Navy.

Quelques MIG-21 d'origine soviétique ou construits sous licence en Chine sont acquis par les forces armées des États-Unis très discrètement auprès de pays étrangers pour évaluation durant la guerre froide sous le nom d'YF-110. L'une des unités impliquée est le 4477th Test and Evaluation Squadron
En 2013, 44 MiG-21 civils étaient enregistrés par la Federal Aviation Administration, la plus importante flotte étant celle de l'entreprise Draken International qui en avait acquis alors 29 cette année-la. Début 2018, cette dernière aligne 27 MiG-21Bis/MF/UM.

### France
La France acquit en 2001 un MiG-21US immatriculé F-ZAGR par la Direction générale de l'Armement. Il fut utilisé par les pilotes de l'Ecole du Personnel Navigant d'Essais et de Réception sur la Base aérienne 125 d'Istres pour étudier le comportement en vol des avions à commandes hydrauliques non assistées mais le contrat fut suspendu au bout de 5 vols et l'aéronef fut envoyé aux Etats-Unis. 

## Pays utilisateurs
- Utilisateurs en 2014
- Anciens utilisateurs

- Angola
- Azerbaïdjan
- Cambodge
- Corée du Nord
- Cuba

Utilisateurs en 2014
Anciens utilisateurs

- Inde (entré en service en 1963, retrait annoncé pour le 19 septembre 2025)[23]
- Libye
- Mozambique
- Ouganda
- Soudan
- Syrie
- Vietnam
- Yémen

### Anciens utilisateurs
- Union soviétique
- Russie
- Algérie
- Afghanistan
- Allemagne de l'Est
- Bangladesh
- Biélorussie
- Burkina Faso
- Bulgarie (Retiré début 2016)[24]
- Croatie (Une quarantaine de MiG-21 croates acquis, environ 25 assemblés et en service de 1992 au 11 mai 2024)[25]
- République démocratique du Congo
- République du Congo
- Égypte
- Érythrée
- Éthiopie
- Finlande
- Géorgie
- Guinée
- Guinée-Bissau
- Hongrie
- Indonésie
- Iran
- Irak
- Kazakhstan
- Kirghizistan
- Laos
- Madagascar
- Mali
- Mongolie
- Namibie
- Nigeria (20 mis en vente en 2020[26])
- Pologne
- Serbie
- Slovaquie
- Somalie
- Tanzanie
- Tchécoslovaquie
- Turkménistan
- République tchèque
- Roumanie (retrait le 15 mai 2023)[27]
- Ukraine
- Yémen du Nord
- Yémen du Sud
- Yougoslavie
- Zaïre
- Zambie (retrait en 2021)[28]

## Variantes

### Prototypes
- E-2 prototype avec aile en flèche, moteur RD-9, 1er vol 14 février 1954.
- E-2A E-2 motorisé avec un R-11, 1er vol 17 février 1956.
- E-50 trois exemplaires dérivés du E-2, moteur RD-9 et moteur fusée S-155, 1er vol 9 janvier 1956.
- E-4 prototype avec aile delta, moteur RD-9, 1er vol 16 juin 1955.
- E-5 E-4 remotorisé avec un R-11, 1er vol 9 janvier 1956.
- E-6 E-5 remotorisé avec un R-11F-300, nez et profondeur redessinés, volets agrandis, 1er vol 20 mai 1958.
- E-6T prototype du MiG-21F-13
- E-6V prototype à atterrissage et décollage court, parachute cruciforme, fusées d'appoint, 1959.
- E-6U version biplace du E-6, 1er vol 17 octobre 1960.
- E-7 E-6 avec nez agrandi pour y loger un radar, prototype du MiG-21PF, 1er vol 10 août 1958.
- E-7/SPS prototype avec volet soufflé.
- E-8 prototype avec entrée d'air sous le fuselage, 1er vol 17 avril 1962.
- MiG-21I (Analog) deux MiG-21 utilisés pour tester la voilure en réduction du Tupolev Tu-144.

### Première génération

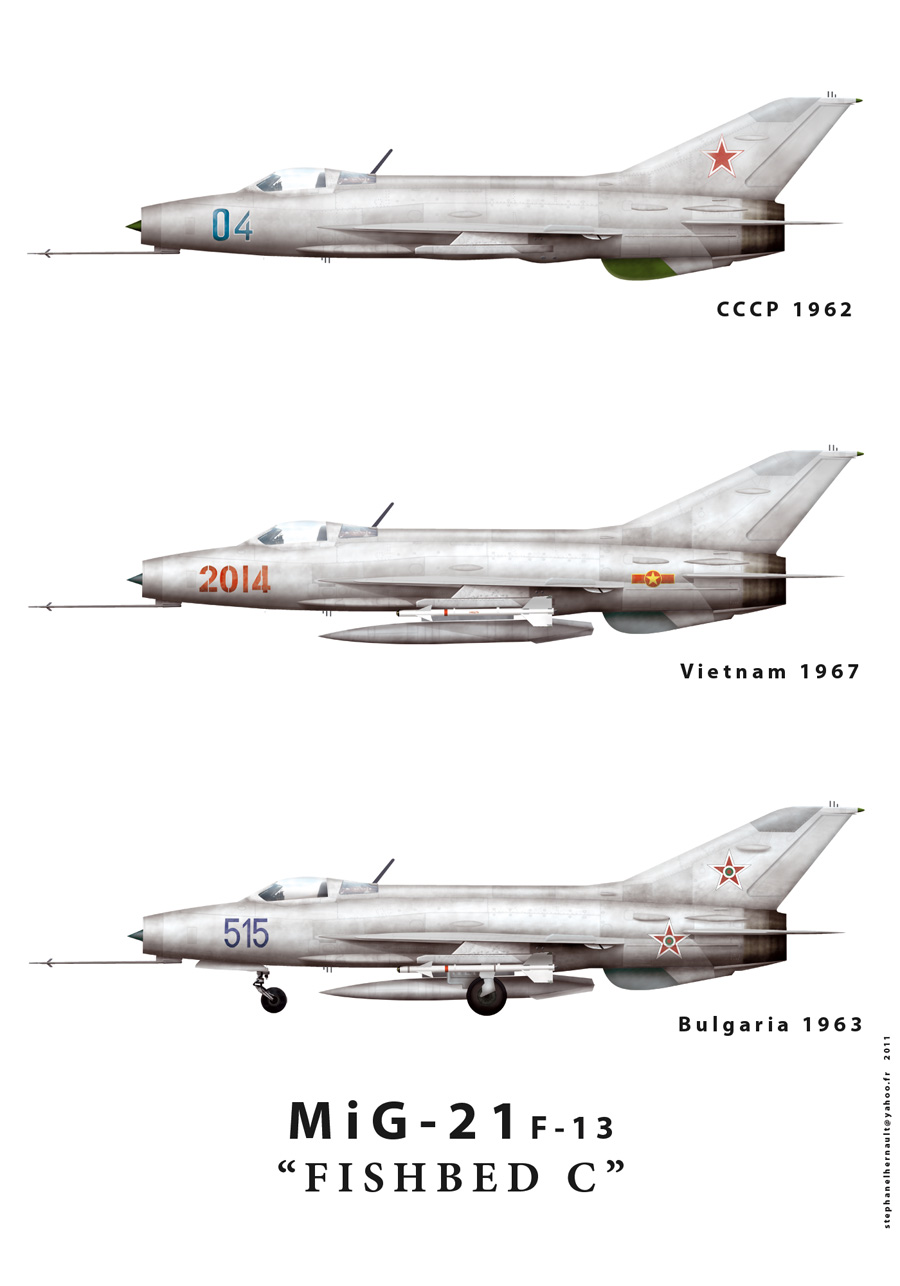
Mig 21-F13

- MiG-21F (code OTAN : "Fishbed B"), première version de production basée sur le Ye-6, pas de radar, deux canons NR-30 de calibre 30 mm avec 60 coups, 30 exemplaires, 1959.
- MiG-21F-12 version pour la Finlande.
- MiG-21F-13 (code OTAN : "Fishbed C"), quille ventrale agrandie, verrière modifiée, 2 pylônes d'aile, production sous licence en Tchécoslovaquie sous le nom de S-106 et en Inde sous la désignation de HAL type 74, 1959.

| moteur     | un turboréacteur Toumanski R-11F d'une poussée de 38.25 kN à sec et 56.39 kN avec postcombustion                                                                              | Performances | vitesse maximum: 2 125 km/h soit mach 1,73 vitesse de croisière: 885 km/h plafond: 17 500 mètres autonomie en convoyage: 1 670 km rayon d'action en profile Hi-Lo-Hi : 220 km taux de montée: 7 900 mètres par minute |
| dimensions | Envergure: 7,16 m Longueur: 15,76 m (13,46 sans la perche) Hauteur: 4,10 m | Masses       | à vide: 4 980 kg normale: 7 370 kg maximale: 8 630 kg |
| Armement   | Un canon NR-30 (en) de 30 mm avec 60 coups 1 réservoir de 490 litres sur pylône ventral un missile air-air R-2 ou un panier de roquettes UV-16-57 sur les deux pylônes d'aile | équipements  | pilote automatique KAP-2, radioaltimètre, radiocompas, système d'identification IFF, détecteur d'alarme, radio multicanaux, radar télémétrique.                                                                       |

### Seconde génération

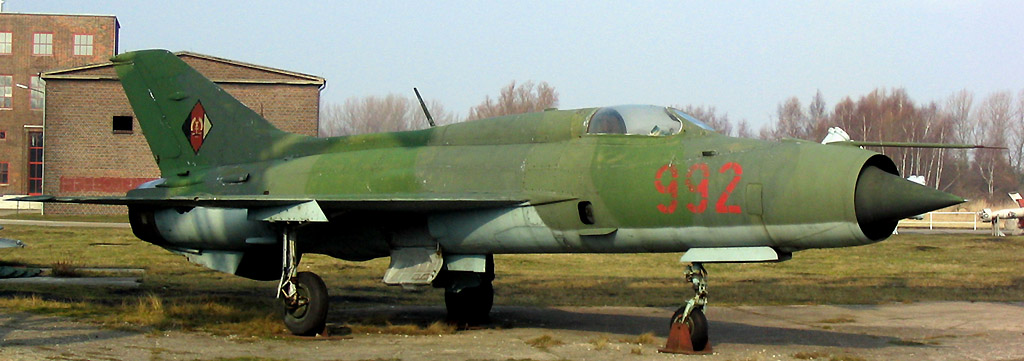
un MiG-21PF est-allemand.

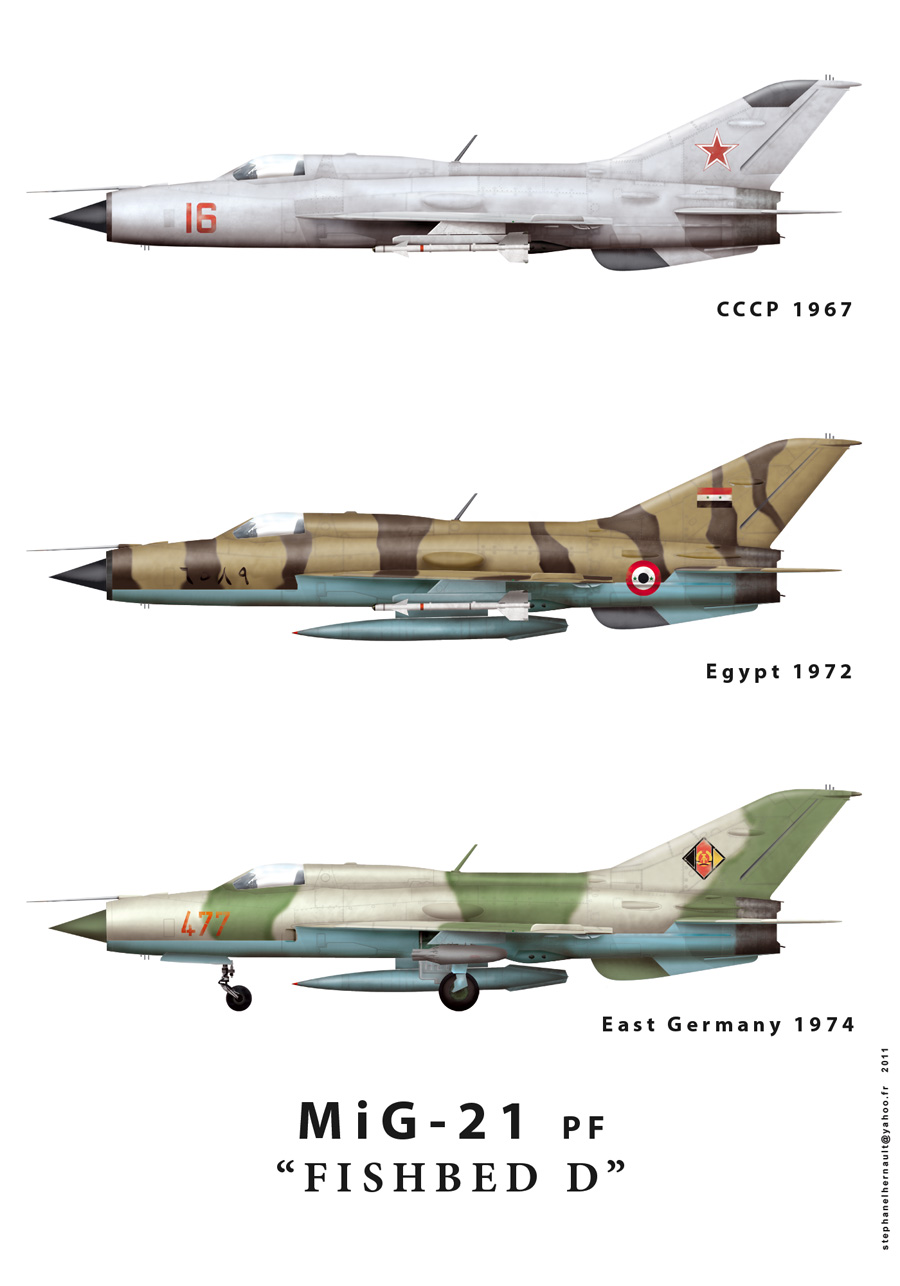
Mig 21 PF

- MiG-21PF ou type 76 (code OTAN : "Fishbed D"), première version d'intercepteur tout-temps avec radar RP-21, moteur R-11F2, entrée d'air agrandie, capacité des réservoirs internes passée à 2850 litres, train renforcé, aérofrein avant remplacé par deux latéraux, pas de canon, production sous licence en Inde sous la désignation de HAL type 76, 1960.
- MiG-21PF-13 ou type 77 (code OTAN : "Fishbed D"), logement du parachute de freinage sous la dérive emport du pod canon GP-9 possible, pylônes d'aile équipés pour des réservoirs de carburant.
- MiG-21PFV radar R-2L, détecteur d'alerte Sirena 3, IFF SRO-2M.
- MiG-21FL désignation d'exportation du PFV.
- MiG-21PF-17 ou MiG-21PFS (code OTAN : "Fishbed E"), 1963, corde de la dérive agrandie et volets soufflés, moteur modifié pour le soufflage R11F2S-300, possibilité d'utiliser des fusées d'aide au décollage JATO.
- MiG-21PF-31 (code OTAN : "Fishbed E"), 1963, PF-2 avec corde de la dérive agrandie
- MiG-21PFM ou type 94 (code OTAN : "Fishbed F"), 1966, verrière s'ouvrant sur la droite, siège éjectable KM-1, volets soufflés, dérive agrandie.
- MiG-21SPS désignation du PFM en République démocratique allemande

| moteur     | un turboréacteur Toumanski R-11F2S d'une poussée de 42,27 kN à sec et 58,35 kN avec postcombustion                                 | Performances | vitesse maximum: 2 125 km/h soit mach 1,73 plafond: 17 500 m autonomie en convoyage: 1 670 km taux de montée: 8 300 m/min                            |
| dimensions | Envergure: 7,16 m Longueur: 15,76 mètres (14 sans la perche) Hauteur: 4,10 mètres                                                  | Masses       | à vide: 5 000 kg normale: 8 630 kg maximale: 9 300 kg                                                                                                |
| Armement   | 1 réservoir de 490 litres sur pylône ventral un missile air-air R-2 ou un panier de roquettes UV-16-57 sur les deux pylônes d'aile | équipements  | pilote automatique KAP-2, radioaltimètre, radiocompas, système d'identification IFF, détecteur d'alarme, radio multicanaux, radar R1L ‘Spin Scan-A’. |

### Troisième génération

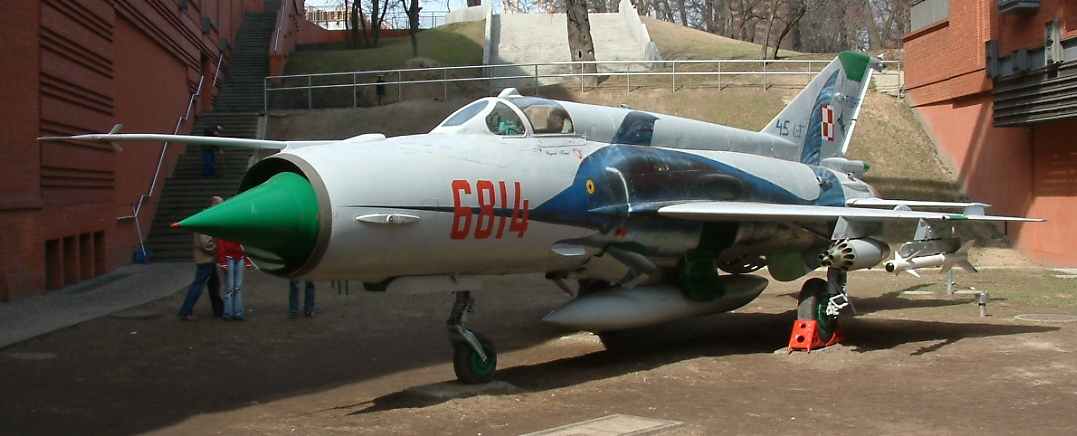
MiG-21MF polonais

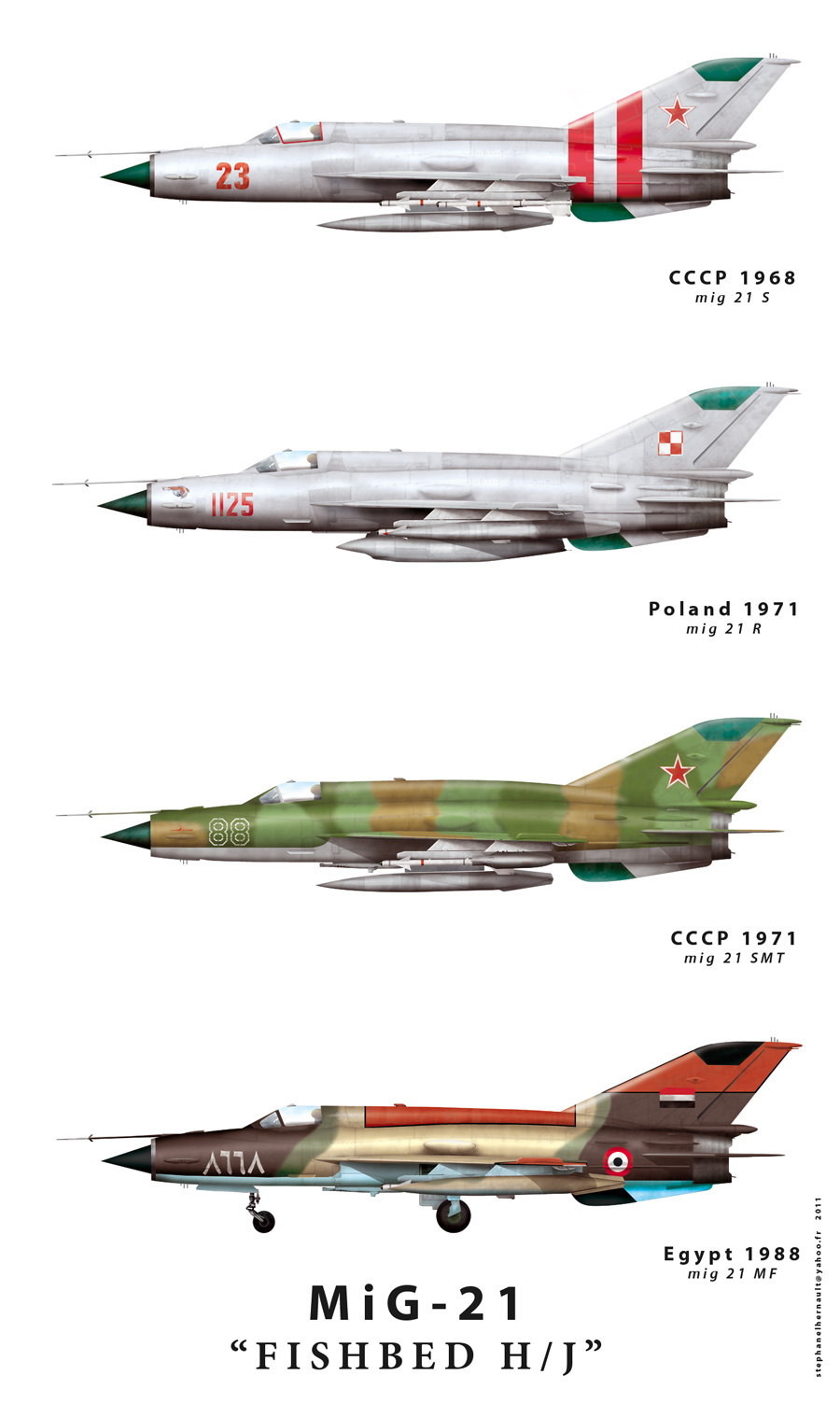
Mig 21 Fishbed H/J

- MiG-21S ou type 95 (code OTAN : "Fishbed H") incorrectement appelée MiG-21PFMA par l'OTAN capacité des réservoirs internes accrue à 2 650 litres, 4 pylônes d'aile.
- MiG-21SM ou type 95 (code OTAN : "Fishbed H") canon interne GSh-23L (en) avec 250 coups, rétroviseur, radar RP-22.
- MiG-21SMT ou type 50 (code OTAN : "Fishbed J"), arête dorsale agrandie pour emporter plus de carburant (3 250 litres), produit uniquement pour l'URSS en 1971 et 1972.
- MiG-21SMB
- MiG-21R ou type 94R (code OTAN : "Fishbed H") version de reconnaissance dérivée du S avec possibilité d'emport d'un pod caméra sous le fuselage et deux points d'attache en bouts-d'aile.
- MiG-21RF ou type 95 (code OTAN : "Fishbed H") version de reconnaissance, moteur R-13-300.
- MiG-21M ou type 88/96/96A (code OTAN : "Fishbed H") version d'exportation du SM, moteur R-11F2S-300 et radar RP-21.
- MiG-21MF ou type 96F version d'exportation, moteur R-13-300 de 6 598 kg de poussée, radar RP-22.
- MiG-21F-75 ou type 63

### Quatrième génération

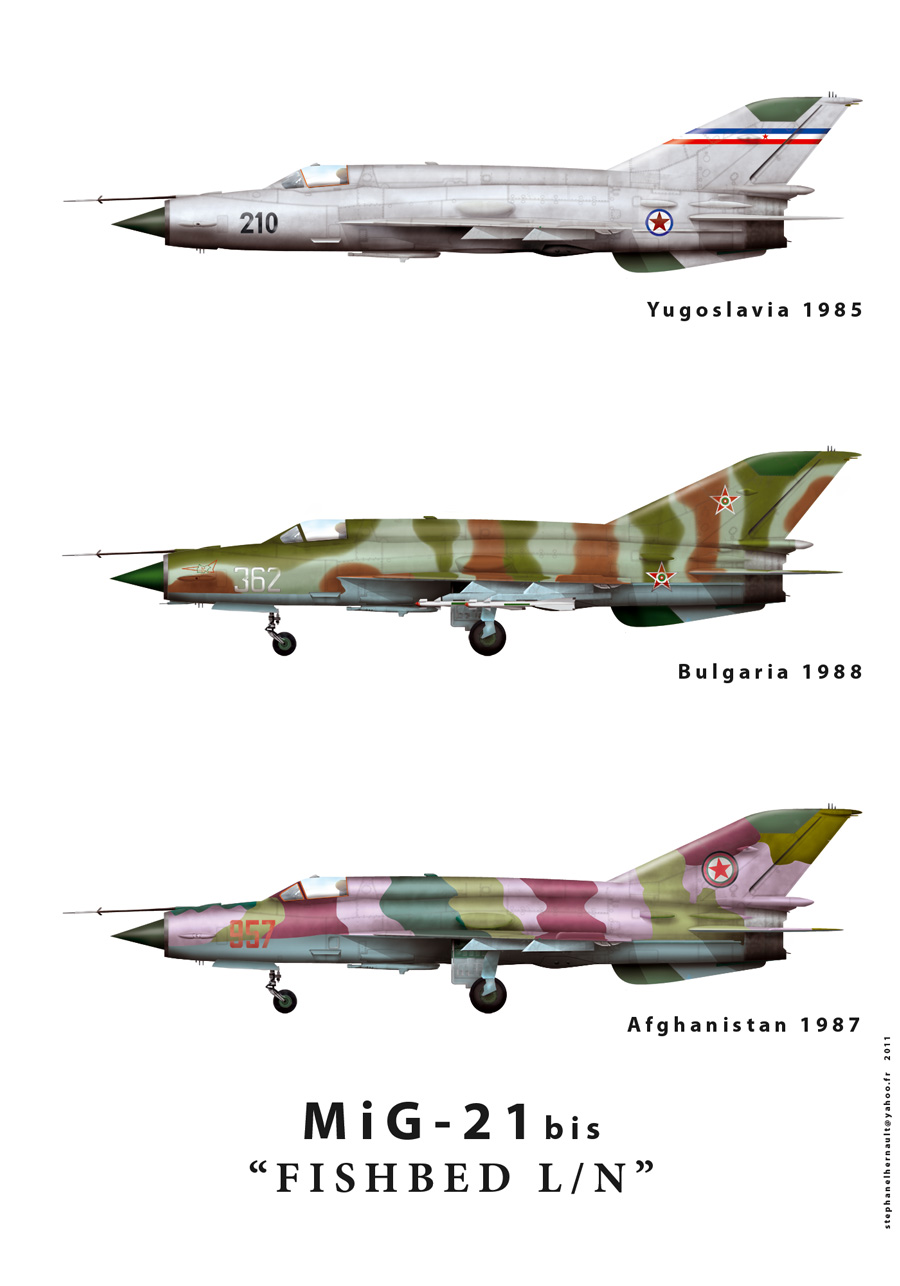
Mig 21fishbed L/N

- MiG-21bis PPL ou type 75 (code OTAN : "Fishbed L") capacité en carburant accrue, fuselage entièrement redessiné.
- MiG-21bis SAU ou type 75A (code OTAN : "Fishbed N") moteur R-25-300 de 7 100 kgp, pourvu d'un système ILS d'aide à l'atterrissage.

### Cinquième génération

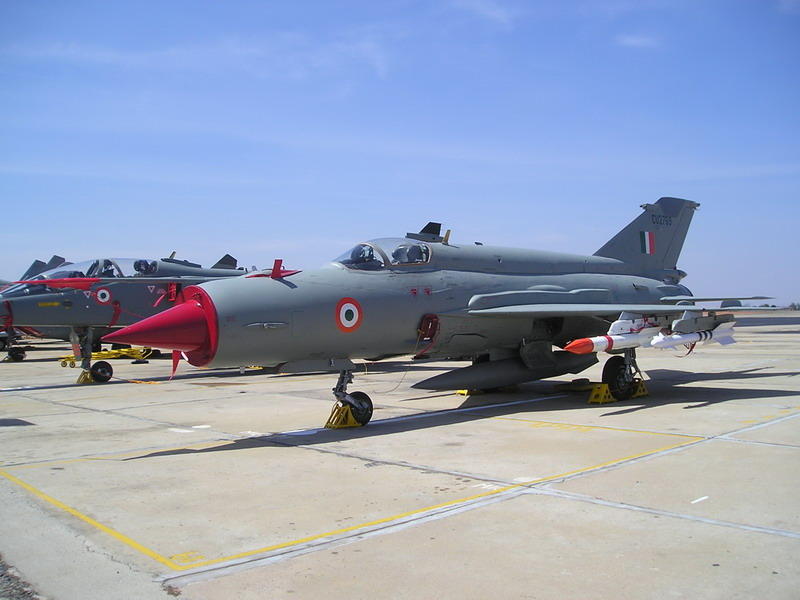
MiG-21 Bison de l'Indian Air Force

- MiG-21-93 Bison version modernisée par SOKOL (ex GAZ-21) pour la force aérienne indienne, radar Doppler à impulsion Kopyo du MiG-29 Fulcrum permettant de tirer des missiles air-air R-77 ou des R-27, antiradars Kh-31P et Kh-25MP ou antinavires Kh-31A et Kh-35, 128 produits.
- MiG-21-2000 Lancer kit de modernisation proposé par Israel Aircraft Industries et Elbit, 102 ou 110 modernisations pour la force aérienne roumaine, nouveau radar, collimateur à tête haute.

### Biplaces

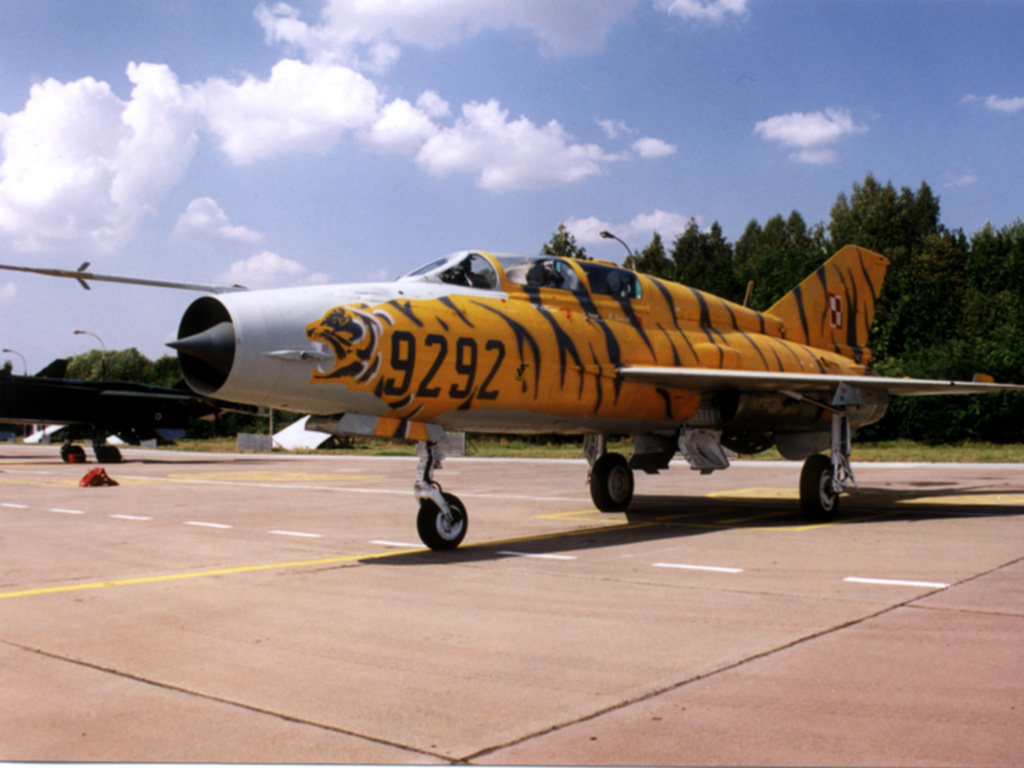
MiG-21UM Polonais

- MiG-21U-400 ou type 66 (code OTAN : "Moggol A") première version biplace
- MiG-21U-600 ou type 66 (code OTAN : "Moggol A") nouvelle dérive avec conteneur de parachute à la base.
- MiG-21US ou type 68 (code OTAN : "Moggol B") volets soufflés comme le MiG-21PFS.
- MiG-21UM ou type 69 (code OTAN : "Moggol B") biplace basé sur le MiG-21MF.

## Autres caractéristiques
Jusque dans les années 1980, les MiG-21 n'étaient équipés que d'un radar directeur de tir des plus rudimentaires, n'avaient pas de missiles longue portée, et étaient presque totalement dépendants d'une station terrestre de guidage et de contrôle.
La petite taille de l'appareil réduit son rayon d'action, et l'envergure limitée de sa voilure ne permet pas de disposer de plus de six points d'emport pour les missiles air-air. Elle est cependant un avantage en combat aérien, l'avion étant peu repérable visuellement ou au radar.

## Culture populaire
- Le MiG-21 est présent dans le mode campagne du jeu vidéo Act of War: Direct Action, où il est utilisé par le Consortium comme soutien aérien avant son remplacement par le Black Widow. Il est également utilisé par les forces russes pour apporter un soutien aérien au joueur dans l'une des missions du jeu.
- Le MiG-21 apparaît dans les paroles de la chanson "Kozak surboum" du groupe de rock alternatif français Parabellum, publiée sur l’album "Gratuit : 2 morceaux en moins" (1986).
- Le MiG-21 apparaît dans l'épisode 4 de la première saison de la série Legends of Tomorrow.
- Le MiG-21 bis apparaît dans le jeu de simulation DCS World.
- Il fait partie des avions jouables dans la série de jeux vidéo Ace Combat.
- Les MiG-21F-13, MiG-21SMT, MiG-21MF, MIG-21bis, MIG-21PFM, MIG-21bis SAU, MIG-21SPS-K, MiG 21S, J-7 II et J-7E apparaissent comme avions jouables dans le jeu War Thunder.

### Développement lié
- Soukhoï Su-9
- Chengdu J-7

### Aéronefs comparables
- Dassault Mirage III
- Dassault Mirage F1
- Lockheed F-104 Starfighter
- Northrop F-5A/B Freedom Fighter & F-5E/F Tiger-II
- Saab 35 Draken

### Ordre de désignation
MiG-15 - MiG-17 - MiG-19 - MiG-21 - MiG-23 - MiG-25 - MiG-27 - MiG-29 - MiG-31